# Эс-Сухне
Эс-Сухне (араб. السخنة‎) — город на востоке Сирии, в районе Пальмира мухафазы Хомс. Расположен в Сирийской пустыне. Близ города находятся месторождения природного газа.

## Население
По данным Центрального бюро статистики Сирии численность населения в 2004 году составляла 16 173 человека.

## История
В 1225 году арабский географ Якут аль-Хамави описал Эс-Сухне как «небольшой городок в Сирийской пустыне, лежащий между Тадмуром, Урдом и Араком. Рядом с его источником растут пальмы. Он находится на пути следования в Дамаск из Ракки, и вы попадаете туда, не доезжая Арака». В середине XIV века Ибн Батута писал, что Эс-Сухне был «красивым городом» с преимущественно христианским населением. Он отметил, что Эс-Сухне получил свое название из-за теплоты воды и наличия в городе бань.
В начале 20-го века в Эс-Сухне было около 100 домов и большой укрепленный аванпост, укомплектованный османским гарнизоном. Его жители были бедны и занимались натуральным выращиванием зерна.
В 2017 году в ходе гражданской войны в Сирии город стал ареной сражений между правительственными войсками и боевиками террористической организации «Исламское государство». В августе 2017 года правительственные войска одержали победу и освободили город от боевиков.